# Djävulsön (Roslagen)
Djävulsön är en holme i Norrtälje kommun, i Hammarbyviken strax norr om Älmstabron i Älmsta.
Holmen tillhörde länge Hammarby by och bebyggdes i början av 1880-talet av förre fjärdingsmannen Anders Wickman. Han hade då sadlat om till finsnickare – några av hans pigtittare lär finns kvar i bygden. Av någon orsak kallade Wickman sin holme för Wilhelmsö. Andra kallade den Wickmans holme. 
Under 1880- och 1890-talen blev holmen något av ett nöjescentrum, med dans i snickarverkstaden. Förutom dansmusiken med klarinett och fiol var det kortspel som lockade. Nöjeslivet på Wickmans holme var inte populärt i alla läger, särskilt som det ryktades om att det flödade av hembränt. Med inspiration från samtida Dreyfusaffären kom holmen att allt oftare att kallas Djävulsön och det är det namn som den har fått behålla. Wickman bodde med sin familj på holmen och han dog 1907.
Numera (2023) är det lilla sundet mellan Djävulsön och Väddö helt igenvuxet med vass, och holmen har en fast vägförbindelse med Väddö.